# Concours Eurovision des jeunes musiciens 1992
- Pays participants qualifiés pour la finale
- Pays participants non qualifiés pour la finale
- Pays ayant participé dans le passé, mais pas en 1992

Vienne 1990 Varsovie 1994
Le Concours Eurovision des jeunes musiciens 1992 est la sixième édition de ce concours. La finale est organisée au Cirque Royal de Bruxelles, en Belgique le 9 juin 1992. 
Des jeunes musiciens de 8 pays participèrent à la finale télévisée de cette édition. Ils furent tous accompagnés par l'orchestre national de Belgique, sous la direction de Ronald Zollman. 
Pour sa première participation, la Pologne remporte le titre avec un concerto pour violon joué par Bartolomiej Niziol. L'harmoniciste espagnol Antonio Serrano termine à la seconde place et la violoncelliste belge Marie Hallynck complète le podium.

## Concours

### Demi-finale
Une demi-finale est organisée sur deux jours, les 3 et 4 juin pour départager huit musiciens parmi les treize participants.
| Pays           | Musicien          | Instrument  | Rang     |
| -------------- | ----------------- | ----------- | -------- |
| Allemagne      | Florence Sitruk   | Harpe       | éliminé  |
| Autriche       | Andreas Schablas  | Clarinette  | qualifié |
| Belgique       | Marie Hallynck    | Violoncelle | qualifié |
| Chypre         | Manolis Nephytou  | Piano       | éliminé  |
| Danemark       | Marie Rørbech     | Piano       | qualifié |
| Espagne        | Antonio Serrano   | Harmonica   | qualifié |
| Finlande       | Helen Lindén      | Violoncelle | qualifié |
| Hongrie        | NC                | NC          | éliminé  |
| Norvège        | Henning Kraggerud | Violon      | qualifié |
| Pologne        | Bartłomiej Nizioł | Violon      | qualifié |
| Royaume-Uni    | Frederick Kempf   | Piano       | qualifié |
| Suisse         | Ariane Häring     | Piano       | éliminé  |
| RF Yougoslavie | Ognjen Popović    | Clarinette  | éliminé  |

### Finale
| Ordre | Pays        | Musicien           | Instrument  | Rang |
| ----- | ----------- | ------------------ | ----------- | ---- |
| 1     | Pologne     | Bartolomiej Niziol | Violon      | 1    |
| 2     | Finlande    | Helen Lindén       | Violoncelle | -    |
| 3     | Belgique H  | Marie Hallynck     | Violoncelle | 3    |
| 4     | Norvège     | Henning Kraggerud  | Violon      | -    |
| 5     | Autriche    | Andreas Schablas   | Clarinette  | -    |
| 6     | Royaume-Uni | Freddy Kempf       | Piano       | -    |
| 7     | Danemark    | Marie Rørbech      | Piano       | -    |
| 8     | Espagne     | Antonio Serrano    | Harmonica   | 2    |

## Membres du jury
Pour cette 6e édition, le seul membre du jury connu à ce jour est son président, le chef d'orchestre franco-argentin Carlos Païta.